# 王德真
王德真（？—？），雍州（京兆府，今陕西省西安市）人，在唐高宗和唐睿宗（武则天称制）时短期担任宰相。

## 生平
《旧唐书》、《新唐书》没有他的传，《新唐书·宰相世系表》说他是父亲是岳州刺史王武宣。
根据出土的其祖父王约墓志铭、其女资敬寺尼法云墓志铭、其子右监门卫将军王泰墓志铭记载，王德真出身京兆王氏，廿一代祖王孟，仕汉宣帝以豪杰称。十八代祖王遵，从隗嚣以才辩著。十三世祖王景，曹魏散骑常侍，从宦京兆，因即家焉。高祖王俱，北魏使持节、仪同三司、鄯州诸军事、鄯州刺史。曾祖王琳，北魏金紫光禄大夫、使持节代幽营汾定五州诸军事、定州刺史、武都郡开国公。祖父王约，北周瓜凉秦甘宁五州诸军事、瓜州刺史、临漳郡开国侯。父王武安，随雍州醴泉县令、定州别驾。
王德真自神尧皇帝（唐高祖）挽郎授密王府典签，历任太子舍人、兵部吏部员外郎、吏部郎中、乾封令、中书舍人、户部中书二侍郎、同中书门下三品、太常卿、金紫光禄大夫，加侍中、上柱国、乐平县开国男，赠尚书左仆射。夫人隴西郡夫人天水權氏，齊州長史、尚書左丞、武都郡開國公权万纪之女。
其叔父王长谐为武德功臣，官至左武卫大将军、秦州都督，封平原郡公，赠荆州大都督，谥曰襄，陪葬献陵。
王德真家族墓地在京兆万年县神禾原，现已出土有周甘宁二州刺史王约墓志、王约弟周义绥公王铄墓志、隋膳部员外侍郎王仲卿、唐赵州长史王客卿兄弟墓志（王约侄子王弘之子）、右监门卫将军王泰墓志、并州司马王九言墓志（王铄曾孙）。
680年夏四月廿四，唐高宗任命王德真为中書侍郎（中書省的副首长）、同中書門下三品，与裴炎、崔知温同时为相。五个月后，九月十三，他被罢去宰相，任皇八子相王李轮的王府长史。
683年，相王李轮改封为豫王李旦。十二月，唐高宗去世，七子李哲即位，即唐中宗。684年，唐中宗被废，武则天立李旦为皇帝，即唐睿宗。二月廿五，唐睿宗以长史王德真为侍中（門下省首长）。685年五月初一，王德真贬为同州（今陕西省渭南市）刺史，同日流放象州（今广西来宾）。之后其事迹无记载。《新唐书·宰相世系表》说他的儿子是三原令王九思、孙子是告城令王潛。

## 延伸阅读
[在维基数据编辑]
 《資治通鑑/卷204》，出自司馬光《資治通鑑》